# Petit hôtel de Villars
El petit Hôtel de Villars es un hôtel particulier parisina situada en el 118 de la rue de Grenelle, cuyo ala principal fue construido en el siglo XVIII por el arquitecto Robert de Cotte a petición del duque y mariscal de Francia Claude Louis Hector de Villars. Este edificio también está cerca del ayuntamiento del distrito VII de París, el cual se diseñó originalmente como una extensión.
Propiedad privada de la Asociación Sainte-Marie de Neuilly, que gestiona varios colegios y escuelas secundarias a través de las hermanas de la comunidad apostólica de Saint-François-Xavier, el edificio está alquilado a la escuela privada Paul Claudel-d'Hulst, que creó su sección universitaria allí. Por tanto, no está abierto al público, salvo en ocasiones excepcionales.
Es objeto de una clasificación -para la decoración del gran Salón y de la Sala de la Compañía- y de una inscripción -para el hotel (excepto las alas del patio) y el suelo del jardín- como monumentos históricos desde el 30 de septiembre de 1954.
Varias confusiones han surgido entre el hotel y sus vecinos del barrio noble, siendo la más destacada la de la serie del fotógrafo Eugène Atget que representa el edificio y sus detalles y subtitulado " Bourbon-Busset Hotel Rue de Grenelle 118. Este nombre  en realidad se refiere al antiguo hôtel de Bonnac, o de Chabrillant, un edificio destruido en 1828, con el convento carmelita adyacente, y luego ubicado inmediatamente al oeste del pequeño hôtel de Villars, en el 108, luego 126 de la rue de Grenelle.

## Historia
En comparación con otras mansiones privadas parisinas de tamaño similar, este y su historia están particularmente bien documentados, desde el siglo XVIII, con memorias arquitectónicas como la de Mouchet y Desboeuf, en 1771, hasta las primeras descripciones históricas del edificio a principios del siglo XX como el apéndice a las Memorias del mariscal de Villars, escrito por Melchior de Vogüé (1904). Para tales fuentes sobre el hotel, dos razones principales : por un lado, la alta posición social de su primer anfitrión, el mariscal de Villars, que brilla hasta hoy, y, por otro lado, su historia en parte común con el ayuntamiento del distrito VII, creando, como cualquier mayor establecimiento público, un fuerte atractivo para la investigación histórica.

### Antecedentes

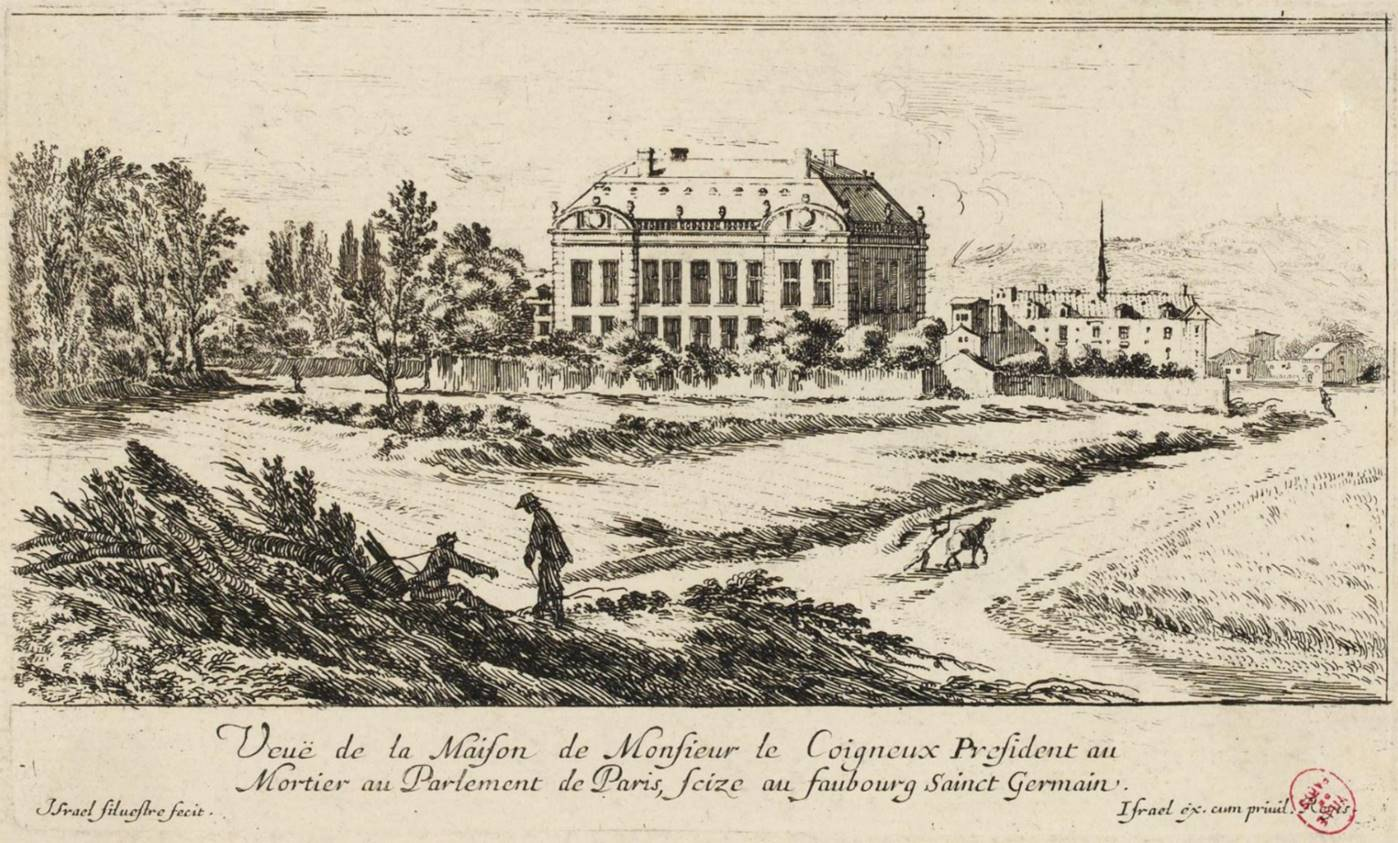
Casa del Presidente le Coigneux en 1652, por Israel Silvestre.

A mediados del siglo XVII, el Faubourg Saint-Germain estaba fuera de casi cualquier urbanización más allá de la Abadía de Saint-Germain-des-Prés y solo habían de tierras agrícolas monásticas. Estos espacios, imbuidos de un carácter rural que se hace especialmente patente en el grabado de la residencia de Israel Silvestre, aunque había partes algo urbanizadas, no fueron absorbidos por la ciudad hasta cincuenta años después, cuando los barrios aristocráticos de construcción se trasladaron a la Margen Izquierda. Fue así como un precursor que Jacques Le Coigneux, Président à mortier Parlamento de París, hizo construir un primer edificio, rue de Grenelle, entre 1645 y 1647. Este "pabellón cuadrado grande y bastante alto", en medio del campo, fue luego vendido, en 1665 por Jacques, hijo del presidente, a Philippe de Montaut, mariscal y duque de Navailles, que casi no hizo cambios a eso. A su muerte en 1684, su hija Francisca y su yerno Carlos III de Lorena, duque de Elbeuf, heredaron la residencia, de la que el mariscal de Villars se convirtió posteriormente en inquilino. Las deudas de la duquesa, sin embargo, llevaron a los acreedores a embargar la propiedad ya en 1709 y ponerla en venta. Villars luego adquirió rápidamente la propiedad y obtuvo el hotel el 26 de febrero de 1710 por la suma de 150.000 libras.

### El petit hotel, la ampliación del Grand Hôtel de Villars

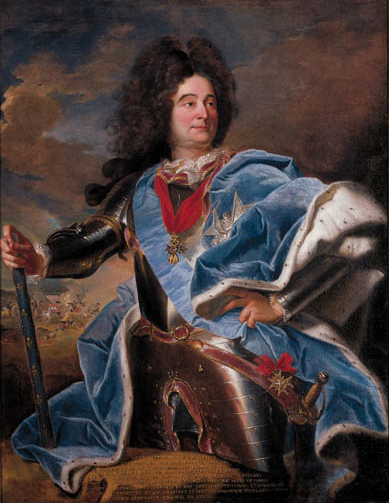
Claude Louis Hector de Villars, duque y mariscal de Francia.

Tan pronto como estuvo en posesión del hotel, el Mariscal acometió importantes reformas, tanto en el interior, que había redecorado hasta la fecha, como en el exterior, donde hizo construir, en particular, una monumental puerta del arquitecto Germain Boffrand. A pesar de estos cambios, el hotel pronto se volvió demasiado pequeño para Villars, duque y par de Francia, quienes apelaron en 1717 a Robert de Cotte, primer arquitecto del rey, y no a Germain Boffrand, como a veces se suponía erróneamente, para extender su hotel hacia el oeste y establecer allí sus apartamentos ceremoniales. Se convirtió en el anexo del Grand Hôtel de Villars, se completó hacia 1722 y entonces constaba únicamente del ala principal actual.
Después de la muerte del mariscal en 1734, pasó a manos de su esposa y su hijo Honoré-Armand, permaneciendo sin cambios hasta la muerte de este último en 1763. El duque de Villars decidió entonces vender el Château de Vaux-le-Vicomte, que había comprado su padre, y trasladarse a su mansión parisina. En 1770, al morir a su vez Honoré-Armand de Villars, sin más herederos que su única hija retirada a la vida religiosa, legó el hotel y su mobiliario a sus primos hermanos, el conde Pierre de Vogüé y la condesa Marie-Sophie-Éléonore de Vezins), quienes lo pusieron a la venta.
Fue Louis Hercule Timoléon de Cossé, duque de Brissac, quien se lo compró a los dos herederos en 1772 por 360.000 libras. Instaló allí sus colecciones y el jardín, hasta entonces de estilo francés, al estilo de los de Versalles, se transformó íntegramente en estilo inglés para albergar una serie de especies exóticas que le granjearon rápidamente la admiración de la alta sociedad parisina. Tras el asesinato del duque de Brissac en 1792, los dos hoteles fueron incautados y luego asignados, por el Directorio, al Ministerio del Interior. Durante este período, albergaron a varios ministros y entre ellos Lucien Bonaparte, Jean-Antoine Chaptal y Jean-Baptiste de Champagny. Devueltos bajo la Restauración a la duquesa de Mortemart, heredera del duque de Brissac, los edificios, fueron alquilados al ministerio del Interior y se convirtieron, a la muerte de Adélaïde de Cossé-Brissac, en propiedad conjunta de sus cuatro hijos antes de ser finalmente adjudicado en 1829 a su hija Antonie y su marido, el marqués de Forbin-Janson.
Los edificios son, desde esta fecha, investidos y habitados por la familia de éste. Además de sus padres, su hermano homónimo, el conde Charles de Forbin-Janson, primado de Lorena, vive en la parte este, el gran hotel ; mientras que el marqués y su esposa residen en el pequeño hotel, además de que gestionan un edificio de apartamentos de tres plantas con vistas a la rue de Grenelle, posiblemente en la ubicación actual del ala sur del hotel. La propiedad está amputada por varias parcelas de tierra, en las que se asientan, en particular, los n .112 y 114 de la rue de Grenelle y los jardines de los hoteles de la rue Las-Cases.
El hotel cambia, durante este período, varias veces de dirección : primero a la del gran hotel, en el no 105, como ala secundaria ; entonces al n. 124 después de la reforma general de la numeración parisina en 1805; finalmente, en el n .118, tras el encuentro de las calles Grenelle-Saint-Germain y Grenelle-Gros-Caillou en un solo carril, 1838, la dirección no ha cambiado desde entonces.

### Independencia e historia propia

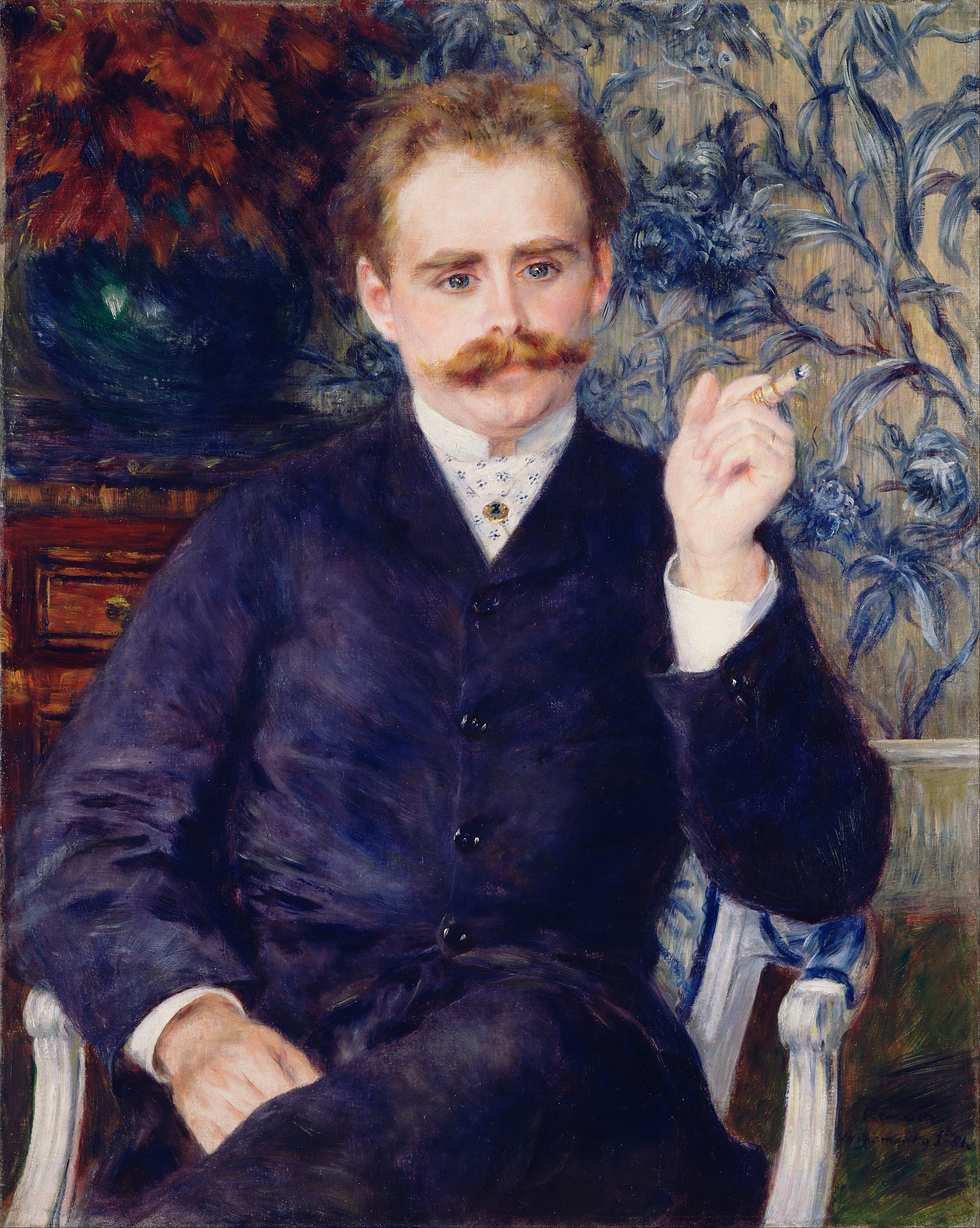
Albert Cahen, compositor.

En 1849 los Forbin-Janson no pudieron conservarlo a raíz de contratiempos financieros, el grand y petit hotel de Villars se vendieron por separado en venta judicial.
El petit hotel, reestructurado porque ya no puede considerarse una dependencia, se conserva sin embargo de las transformaciones radicales sufridas por el gran hotel, que mientras tanto se ha convertido en el ayuntamiento del distrito VII. Ansiosa por salvaguardar la historia del lugar, la marquesa de Portes, la nueva propietaria, emprendió, entre 1849 y 185, una restauración del edificio en paralelo con una remodelación del ala principal bajo la dirección del arquitecto Bartaumieux. El banquero judío Meyer Cahen d'Anvers adquirió el lugar en 1858 por 304.000 francos a la marquesa Adolphine d' Hautefeuille (1824 – 1896), hija del marqués y la marquesa de Portes El hotel, que por primera vez abandonó la antigua aristocracia, específico del Faubourg Saint-Germain, para la alta burguesía, se convirtió en un lugar elevado de la vida social de Tout-Paris, donde se celebraban con frecuencia fiestas, conciertos y salones durante a lo largo de la segunda mitad del XIX En estas ocasiones y siguiendo la estela del compositor Albert Cahen y su mujer Rosalie Louise Warschawsky, conocida como Lulia, el hotel en el que vivieron a principios de siglo probablemente acogió entre sus paredes a personajes como el Abbé Mugnier, Fernand Widal, el conde Primoli, Paul Bourget, Jean Bourdeau, traductor de Schopenhauer, y muchos otros, hasta Goncourt, Rostand e incluso Maupassant. También era un asiduo del hotel ya que mantenía una estrecha relación con la hermana de Lulia, Marie Kann, una de sus musas, quien sin duda inspiró a la heroína Michèle de Burne en su última novela, Notre heart. La estructura del pequeño hotel de Villars se conserva bastante bien, excepto por algunas revisiones, realizadas entre 1880 y 1890 por el arquitecto Hippolyte Destailleur, que ya había diseñado el hotel en el número 2 de la rue de Bassano para el Cahen d'Anvers, inspirado en Luis XV.
Después de la muerte de Albert Cahen en 1903, pasó a manos de su esposa Lulia, quien más tarde invitó a la pareja Kann a vivir allí. El hotel permaneció en manos de la familia Cahen d'Anvers hasta la muerte de Édouard, marido de Marie Kann, en julio de 1919.  Es entre esta fecha y la que el hotel, dejado por M viuda Kann, probablemente fue vendido al ingeniero sueco [[{{{2}}}]] y su esposa Agda, una pareja de filántropos francófilos. Sin embargo, tras una disputa familiar, tuvieron que hipotecar y luego vender su propiedad, vendida al barón Georges Brincard en 1923 por 2.350.000 francos.
La propiedad fue adquirida en los años siguientes por el marqués de La Ferronnays, diputado conservador por Loire-Inférieure. El lugar fue alquilado en particular, entre 1945 y 1952, a los Veteranos de la 2 División Acorazada, recibiendo frecuentes visitas del Mariscal Leclerc de Hauteclocque. A la muerte del Marqués en 1946, el hotel pasó a su esposa, la marquesa de La Ferronnays, nacida Monjaret de Kerjégu, hasta su muerte en 1958. Como la pareja no tuvo hijos, la propiedad pasó al Marqués Hubert de Ganay (1888 – 1974), cuya madre Berthe de Béhague, entonces fallecida desde 1940, era media hermana de la Marquesa.

### Actualidad

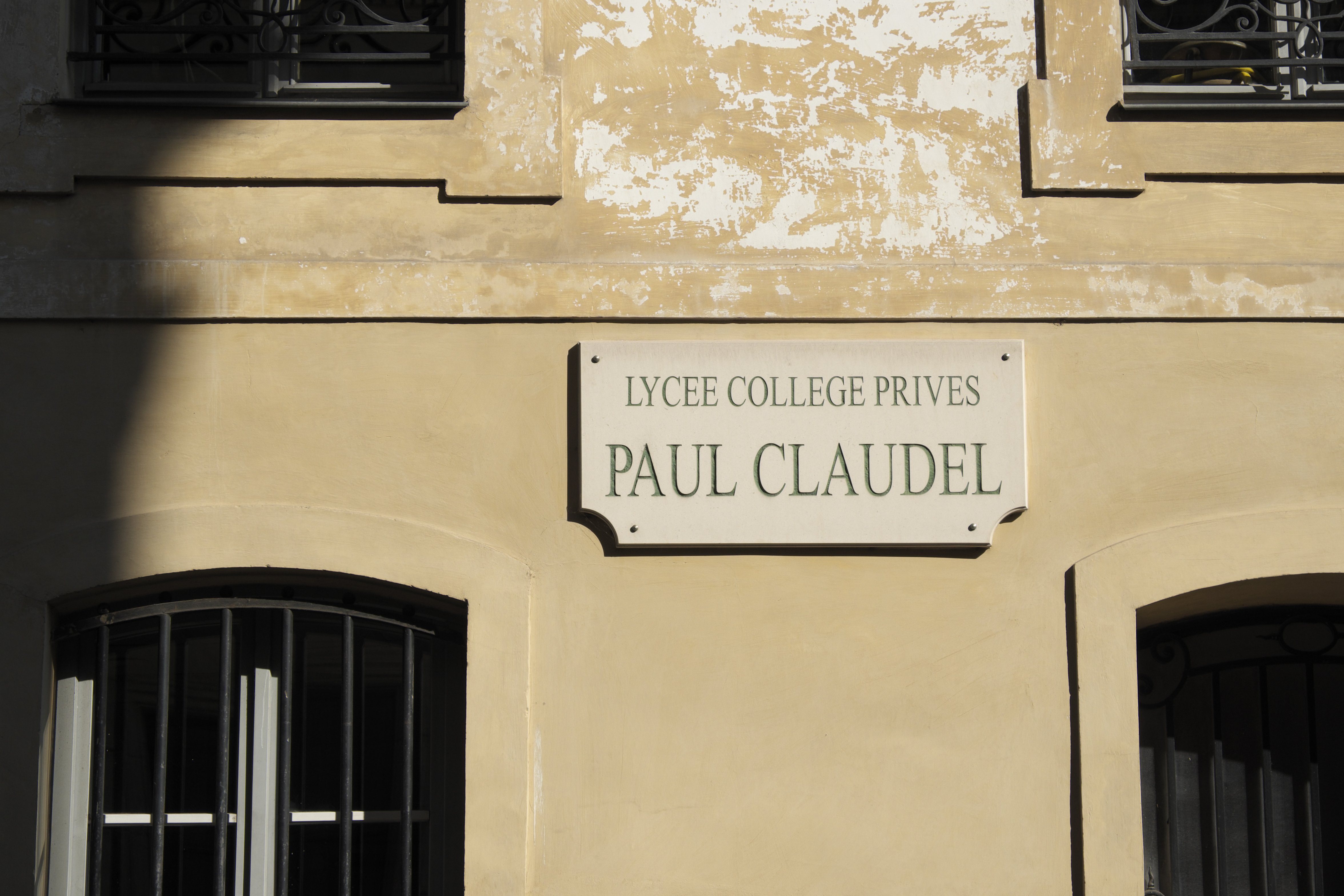
Placa en la calle indicando :

A partir de 1952, el lugar fue ocupado por las hermanas de la comunidad apostólica de Saint-François-Xavier donde fundaron el colegio de niñas Sainte-Marie des Invalides. La educación que allí se brinda atrae a los círculos burgueses, especialmente a los del distrito VII, y el hotel ve estudiantes como la política Anne-Marie Idrac, la productora Fabienne Servan-Schreiber, la periodista Colombe Pringle e incluso la actriz Anemone, en un sistema escolar que ella dice, además, " [haber] odiado ". En 1961, fue finalmente vendido a la asociación Sainte-Marie des Invalides, ahora Sainte-Marie de Neuilly, que todavía conserva la propiedad. La comunidad se retiró en 1980, y luego alquiló el lugar a un nuevo establecimiento para que los estudiantes y profesores pudieran quedarse allí. Esta escuela secundaria tomó el nombre de Paul Claudel cuando se fusionó con Cours Maupré, una institución educativa vecina dirigida por monjas dominicas, en 71, rue de Grenelle. Los edificios, codiciados por su ubicación y entorno, atraen sin embargo a inversores privados. Estos intentos de transacciones inmobiliarias provocaron una fuerte oposición que, apoyada por el municipio, hizo posible la prórroga del contrato de arrendamiento. El establecimiento en sí se fusionó en 2016 con el de Hulst, ubicado en 21, rue de Varenne, y luego se convirtió en el colegio privado católico Paul Claudel-d'Hulst, cuyo hotel en la rue de Grenelle, llamado petit Villars, acoge a estudiantes universitarios.

## Arquitectura, estructura y distribución
Siguiendo el plan muy clásico de las muchas mansiones del Faubourg Saint-Germain, el complejo se compone de dos entidades distintas separadas por un patio principal pavimentado, junto con un jardín al norte. Estos diferentes espacios ocupan, en conjunto, una parcela casi rectangular de aproximadamente 2620 m2, organizada en un eje norte-sur. Entre el patio y el jardín, la primera parte, el corazón del hotel, consta de un ala al final del patio principal enmarcada por dos alas laterales. Más allá, el jardín, un patio de tierra y grava, se extiende sobre una larga franja de terreno hasta los hoteles de la Rue Las-Cases . Al sur, la segunda parte del hotel, un anexo más pequeño, da acceso a la rue de Grenelle.
A pesar de esta forma clásica, el pequeño hotel de Villars se distingue de sus vecinos por su particular historia. : pasó del estado de una simple ala secundaria a la de un hotel en toda regla, su estructura actual da testimonio de las profundas remodelaciones que sus propietarios tuvieron que darle. De hecho, su pequeño tamaño los obligó a agrandarlo y organizar ingeniosamente el espacio, lo que permitió que esta antigua dependencia se contara entre las residencias ricas en el centro de París y, por lo tanto, ofreciera un raro ejemplo de este tipo de práctica.

### ala principal

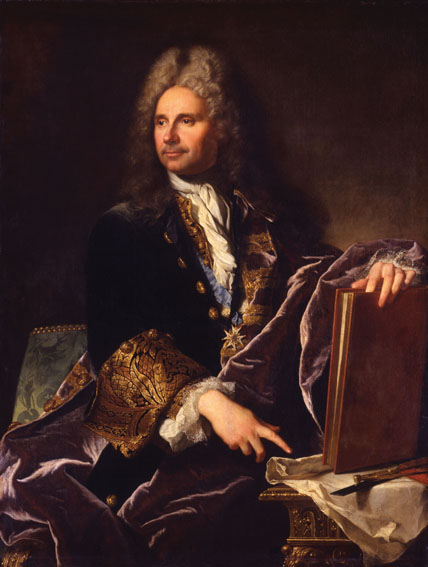
Robert de Cotte (1621 – 1691), primer arquitecto del rey.

Esta ala, ubicada en la parte trasera del patio principal, es la parte más antigua del hotel. : construido según los planos de Robert de Cotte, es por tanto una prolongación directa del Grand Hôtel de Villars. Este lugar patrimonial privilegiado permitió así que fuera catalogado como monumento histórico.
Por su historia, esta parte del edificio aún conserva ciertas huellas de su pasado común con el actual ayuntamiento del distrito VII, como las antiguas puertas de comunicación entre los dos edificios, que ahora están en ruinas.

#### Interior
Desde un punto de vista estructural, es contiguo a los edificios de n 122 y 116, rue de Grenelle y se extiende sobre cinco niveles : un sótano, común a todo el edificio, una planta baja elevada, un primer y un segundo piso, finalmente antiguos áticos, actualmente explotados y parcialmente habitados.
La planta baja consta de una sucesión de tres habitaciones que dan al jardín, prolongando originalmente la enfilada del gran hotel. También hay dos antecámaras que se abren al patio principal.
Sin embargo, el plan actual de este nivel no es exactamente idéntico al diseñado por Robert de Cotte. : la separación de pequeños y grandes hoteles, enfrentó a los propietarios, en lo que hasta ahora era solo un edificio anexo, con el problema de la ausencia de una gran sala de recepción. Este papel, hasta ahora ocupado por la Galerie du Duc de Villars, al este del Grand Hôtel, fue asignado al antiguo Gabinete Doré, una sala cuadrada poco profunda con vistas al jardín. Después de la ampliación de Nicolas Bartaumieux durante la remodelación de 1849-1853, la sala se convirtió en el actual Gran Salón, lo que explica la diferencia de profundidad de las salas en la fila. Esta reestructuración tuvo como efecto colateral la condena de un vestuario del que hoy sólo queda un pasillo de acceso al Gran Salón desde el ala oeste. Su inconveniente recuerda también al visitante la desviación del diseño inicial, diseño que hoy sólo se encuentra en la disposición de las seis habitaciones de la primera planta, similar a la de la planta baja de origen.
El segundo piso, por otro lado, está diseñado en un modelo completamente diferente. Las habitaciones, de dimensiones reducidas y techos bajos, se organizan en torno a un pasillo central que pretende ser más práctico que estético, testimoniando así su antigua función como cuartos de servicio, relegados a la buhardilla.

#### Exterior
El ala tiene dos fachadas similares de sillería, de estilo clásico, una que da al patio principal y la otra al jardín. Estas fachadas, perforadas respectivamente por ocho y doce ventanales, están rematadas por un frontón apoyado sobre tabiques a cada lado y por una cubierta de pizarra abuhardillada, gambrel perforada por varias ventanas, lucernarios y chimeneas.

Sin embargo, esta apariencia bastante sobria está adornada con algunas decoraciones adicionales: por un lado, tres composiciones florales y animales esculpidas decoran la terraza que supera los escalones de la escalera que conduce al jardín. Por otra parte, grabadas bajo los frontones de las dos fachadas del ala, dos expresiones latinas en letras doradas forman el siguiente lema:
MARTE RESTITUTOR VENDEX Marte, Restaurador, Vengador y Pacificador [. . . ]
- Fachada norte (sobre el jardín) :

Y PACEM Y PACIS PEPERIT VICTORIA FRUCTUS produjo, mediante la victoria, tanto la paz como los frutos de la paz.
Estas inscripciones están vinculadas a la victoria militar francesa de Denain, batalla ganada por el mariscal de Villars en 1712 durante la Guerra de sucesión española. Este último, viendo en él el cumplimiento de una misión de venganza por las derrotas de Francia, por un lado, y de pacificación del reino, por otro lado, quiso materializar esta doble gloria.

### Alas laterales
El ala principal está acompañada en sus lados este y oeste por dos alas secundarias, construidas en dos épocas distintas que la completan formando una U invertida hacia el sur. Estos últimos tienen cuatro y cinco niveles respectivamente y son accesibles desde el patio principal a través de una puerta en cada ala.
Es en el ala este donde se encuentra la entrada principal al edificio después de un tramo de escalones que conduce a un vestíbulo simple, excepto por un piso de azulejos cabujón . Este espacio se abre entonces, por un lado, en el ala principal y, por otro lado, en el Escalier d'honneur, a veces llamado gran Escalier. Esta gran escalera de caracol, que conecta la planta baja con el primer piso, data, en su forma actual, del xix XIX . Además de esta escalera, en esta parte del hotel hay un entrepiso reciente entre el primer y segundo piso. Finalmente, dando, en cuanto a la otra ala lateral, solo en el patio principal, el ala este es adyacente a los edificios del Palacio consistorial del VII Distrito de París.
El ala oeste, por su parte, se añadió al conjunto existente en el siglo XIX para acomodar cuartos de servicio y habitaciones de servicio; también tiene cinco niveles, incluidos dos entresuelos que probablemente no existían originalmente.
De piedra más clara y limpia que el ala principal, las fachadas de estas dos alas están cubiertas con tejado de pizarra, al este a cuatro lados, al oeste a dos lados cortados por el edificio vecino del n. 122, impidiendo así una perfecta simetría del edificio, incluso desde el exterior.

### Ala sur

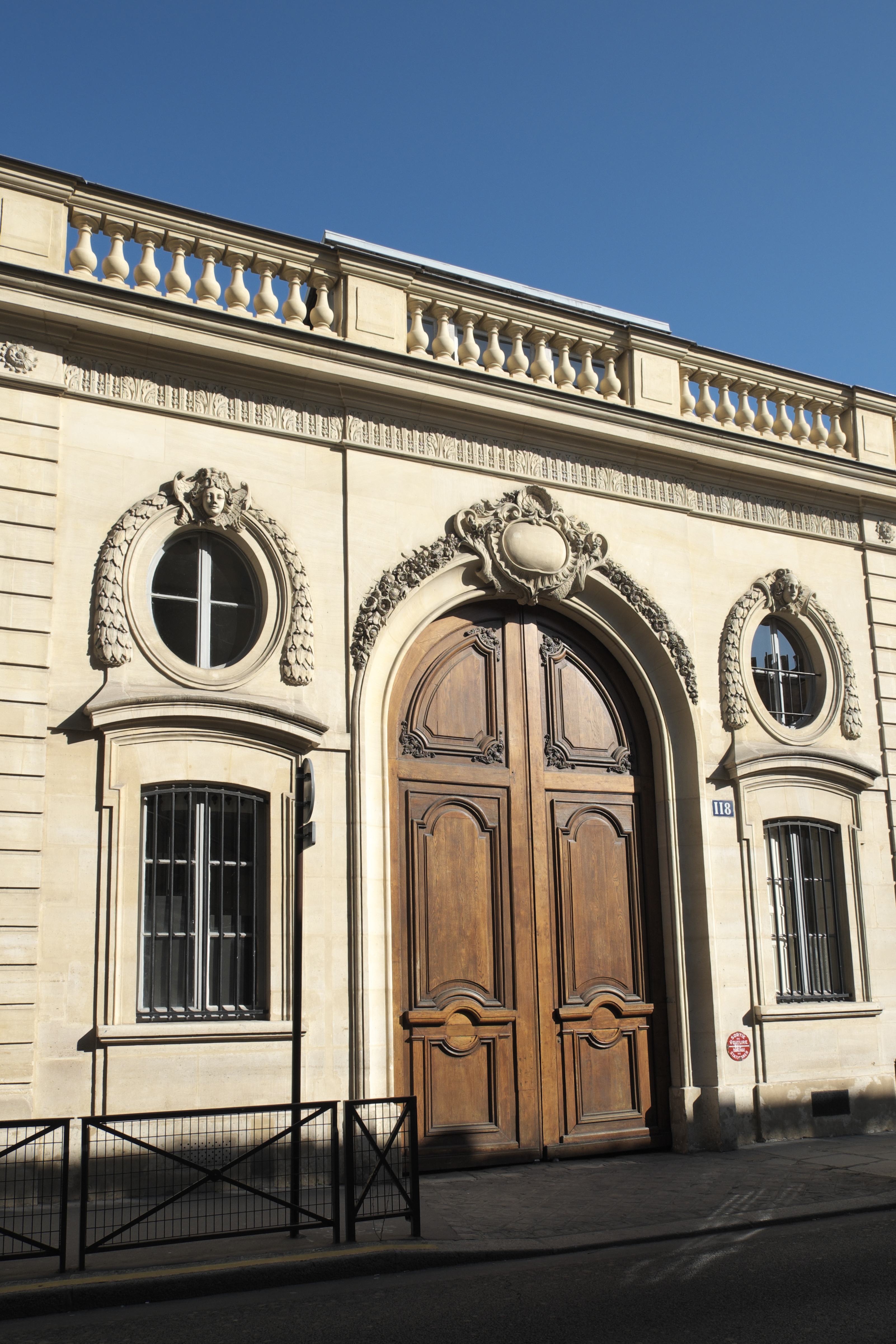
Parte de la fachada del ala sur que da a la rue de Grenelle.

Este ala, aunque tardía, menor en el edificio y sobre todo por cuestiones prácticas de separación con la calle, es sin embargo la más fotografiada como la única parte visible al público, en particular por las vistas del fotógrafo Eugène Atget. Es el ala más baja, atravesada por el pórtico abovedado que prolonga la gran puerta de entrada al patio principal. A cada lado de este pórtico se extienden dos niveles, a los que se añade un tercero sobre la bóveda y un sótano que se comunica con el de la parte principal por un corredor que pasa por debajo del patio principal.
El ala tiene cubierta de zinc a dos aguas, con una ligera pendiente, y varias ventanas a dos aguas y chimeneas.
Data de la segunda mitad del siglo XIX, tiene fachadas de sillería, realizadas en un estilo Segundo Imperio relativamente sencillo, aunque decorado con algunas fantasías, sobre los ojos de buey y la gran puerta del sur, sobre el pórtico del norte.
Con las dos fuentes con cabeza de león a ambos lados del patio principal, decoradas con el mismo estilo y probablemente de la misma época, esta ala forma parte del mismo proyecto de potenciación del hotel que la ampliación del Gabinete Dorado a Gran Salón: el edificio de apartamentos que ciertamente se construyó en este lugar fue efectivamente demolido para permitir que el edificio adquiriera la imponente puerta que distingue a los grandes hoteles de la arquitectura urbana clásica.

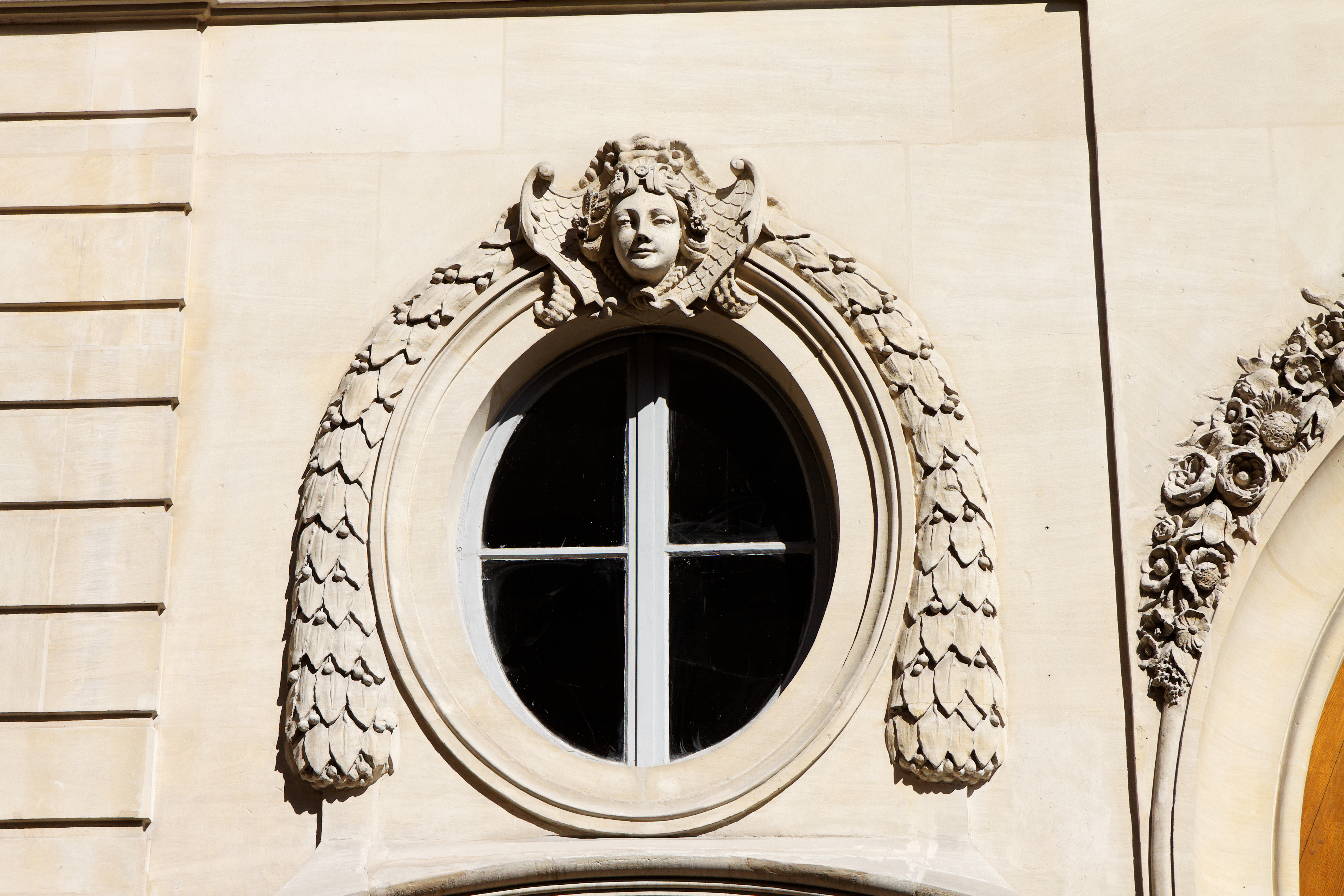
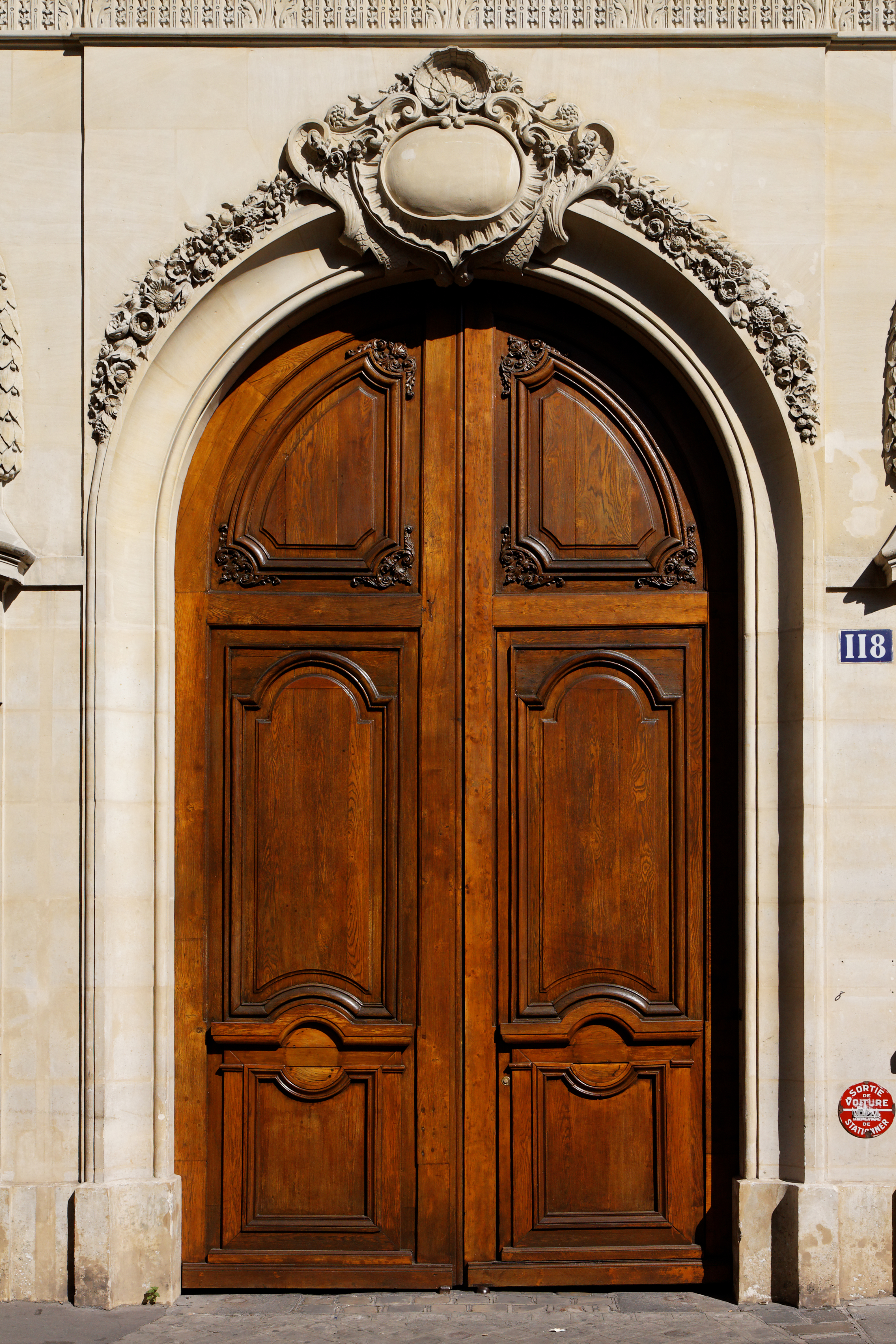
Porte du petit hôtel de Villars.
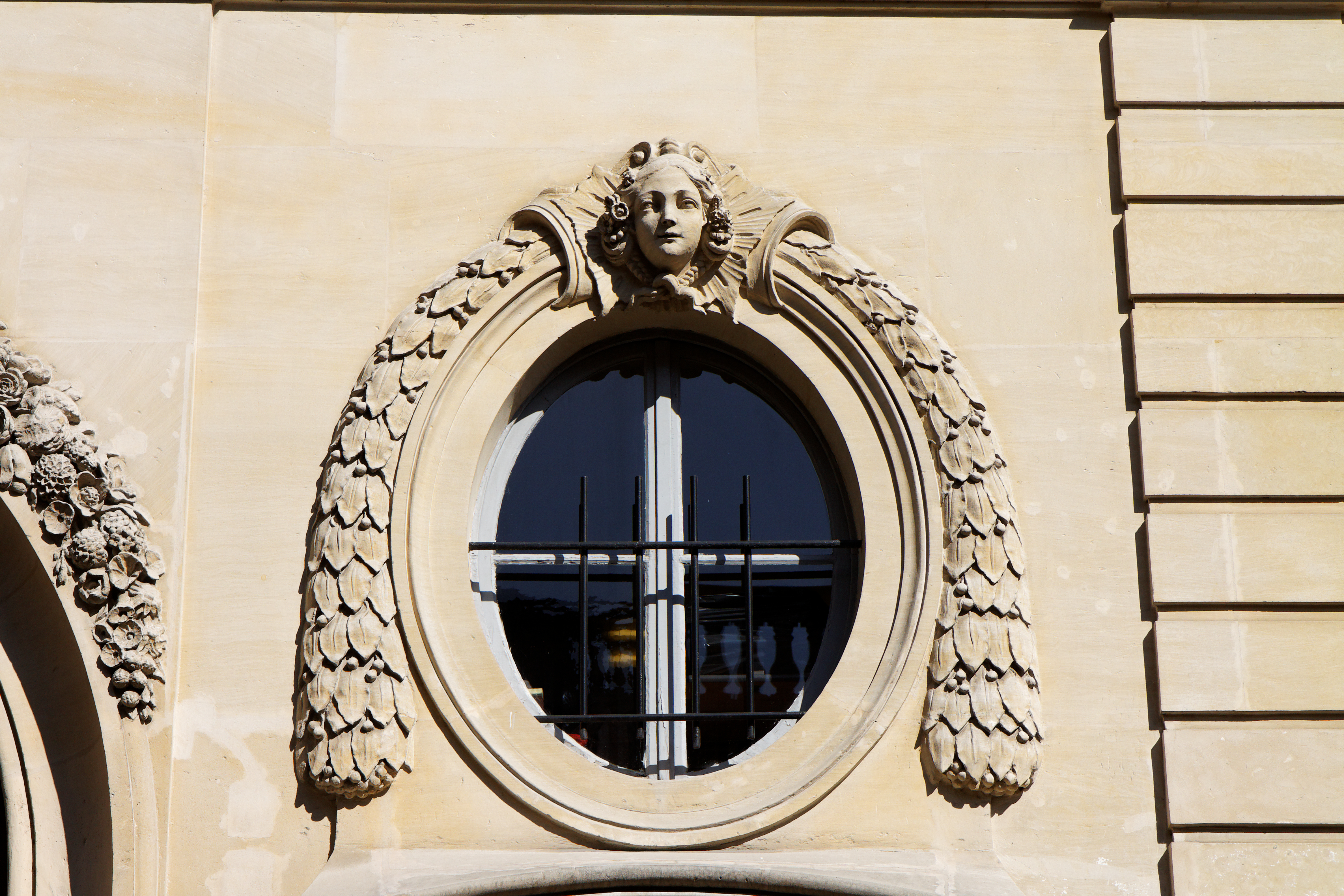